# Brandeston
Brandeston is een civil parish in het Engelse graafschap Suffolk.